# Гаджиев, Сабир Абдулманаф оглы
Сабир Абдулманаф оглы Гаджиев (азерб. Sabir Abdulmanaf oğlu Hacıyev; 23 сентября 1928, Уруд, Зангезурский уезд — 24 июня 2013, Баку) — азербайджанский учёный, доктор физико-математических наук (1974), профессор (1975), член-корреспондент НАНА (1983).

## Биография
Сабир Гаджиев родился 23 сентября 1928 года в Западном Азербайджане,  в селе Уруд в семье учёного Абдулманафа Гаджиева, родом из Зангезура. В 1946 году окончил школу № 1 в Нахичевани и поступил Нахичеванский государственный институт учителей. В 1948 году приступил к педагогической деятельности в средней школе в Джульфе.
В 1951 году поступил на физико-математический факультет Азербайджанского государственного университета. В 1956 году поступил в аспирантуру при том же университете. В 1960 году защитил кандидатскую диссертацию.
С. Гаджиев в 1974 году защитил диссертацию на соискание ученой степени доктора физико-математических наук. В 1975 году получил звание профессора. В 1983 годы был избран членом-корреспондентом АН Азербайджанской ССР. В 1978—1988 работал деканом, в 1972—1992 заведующим кафедрой Строения вещества физического факультета АГУ. С 2005 года по настоящее время С. Гаджиев — директор Института физических проблем Бакинского государственного университета.
24 июня 2013 года скончался в возрасте 85 лет в городе Баку.

## Научная деятельность
С. Гаджиев — автор 135 опубликованных научных работ. Под его руководством защищено 2 докторских и около 22 кандидатских диссертаций. Им предложена перенормируемая модель 4-х фермионного взаимодействия. Просуммированы лестничные и радужные диаграммы и сведены к интегральным уравнениям. С. Гаджиев предложил метод определения квантово-полевых функций в калибровочных теориях, которое приводит к решению алгебраических уравнений. Читал курсы по классической электродинамике, калибровочной теории поля, теории групп, атомной физике, ядерной физике.

## Научные работы
- Калибровочная инвариантная формулировка стохастически квантованной неабелевой теории, КСФ ФИАН СССР № 5 (1988).
- О вкладе кварковых петель в эффект. действие в модели с 4-х кварковым вз-ем. ЦВУЗ физика СССР № 6 (1990).
- Termion-Boson Scatering in Ladder aproximation. Modern Phys. Lett. № 10 (1993).
- Функция Грина глюона и 3-х глюонная вершина в однозначных калибровках. к.с. ОИЯИ, Дубна, № 1 (1998).
- О диагонализации ур. БС для мнимой части амплитуды рассеян. ЦВУЗ — физика, Россия № 5 (2001).

## Книги
- «Практикум по ядерной физике» (1985),
- «Введение в атомную физику» (1986)
- «Атомная физика» (2000).